# Triphleba flexipalpis
Triphleba flexipalpis är en tvåvingeart som beskrevs av Schmitz 1927. Triphleba flexipalpis ingår i släktet Triphleba och familjen puckelflugor. Inga underarter finns listade i Catalogue of Life.